# Seven Lieder
Seven Lieder è una serie di brani del compositore inglese Edward Elgar pubblicati insieme nel 1907 da Ascherberg, Hopwood & Crew Ltd.
Il gruppo è stato pubblicato con parole tedesche "da Ed. Sachs ', sebbene una ristampa in tempo di guerra delle canzoni lo abbia pubblicato come Edward Elgar's Album of Seven Songs con le sole parole inglesi.
È stato anche pubblicato in chiavi differenti, per voce "acuta" e "bassa".

## Canzoni
Le canzoni sono le seguenti, con l'autore delle parole, il numero di opus (se presente) e la data della prima pubblicazione:
1. "Like to the Damask Rose", Simon Wastell (1892)
2. "Queen Mary's Song", Alfred, Lord Tennyson (1889)
3. "A Song of Autumn", Adam Lindsay Gordon (1892)
4. "The Poet's Life", Ellen Burroughs (1892)
5. "Through the Long Days", John Hay, Op. 16, n. 2 (1885)
6. "Rondel", Henry Longfellow da un rondel di Froissart, Op. 16, n. 3 (1894)
7. "The Shepherd's Song", Barry Pain, Op. 16 n. 1 (1892)

## Incisioni
- Canzoni e musica per pianoforte di Edward Elgar interpretate da Amanda Pitt (soprano), Mark Wilde (tenore), Peter Savidge (baritono) con David Owen Norris (al pianoforte quadrato Broadwood del 1844 di Elgar).